# مخترع (فیلم ۲۰۲۳)
مخترع (به انگلیسی: The Inventor) یک فیلم پویانمایی استاپ‌موشن زندگی‌نامه‌ای محصول سال ۲۰۲۳ دربارهٔ لئوناردو داوینچی به نویسندگی، تهیه‌کنندگی و کارگردانی جیم کاپویانکو و کارگردانی مشترک پیر لوک گرانژون است. صداپیشگان شامل استفن فرای، ماریون کوتیار، دیزی ریدلی و مت بری هستند. مخترع محصول مشترک ایالات متحده، فرانسه و ایرلند است.
این فیلم اولین نمایش جهانی خود را در رقابت رسمی در جشنواره بین‌المللی فیلم انیمیشن انسی در ۱۲ ژوئن ۲۰۲۳ داشت. کمپانی بلو فاکس اینترتایمنت فیلم را در ۱۵ سپتامبر ۲۰۲۳ در ایالات متحده اکران کرد، در حالی که KMBO فیلم را در سینماهای فرانسه در تاریخ ۳۱ ژانویه ۲۰۲۴ اکران خواهد کرد.

## خلاصه داستان
این فیلم زندگی مخترع لئوناردو داوینچی را دنبال می‌کند که ایتالیا را ترک می‌کند تا به دربار فرانسه بپیوندد، جایی که می‌تواند آزادانه آزمایش کند.

## بازخوردها
در وب‌سایت جمع‌آوری نقد راتن تومیتوز از ۳۹ نقد منتقد، با میانگین امتیاز ۶٫۷ از ۱۰ مثبت هستند. اجماع وب‌سایت چنین می‌گوید: «یک درس تاریخ با انیمیشن زیبا، مخترع تا حدودی نامشخص به نظر می‌رسد که می‌خواهد به کدام مخاطب برسد، اما همچنان سرگرم‌کننده و اغلب درگیرکننده است.» در متاکریتیک، که از میانگین وزنی استفاده می‌کند، به فیلم یک امتیاز اختصاص داد. امتیاز ۶۸ از ۱۰۰، بر اساس رای هفت منتقد، نشان دهنده نظرات «به طور کلی مطلوب» است.